# Cephalops melanopodis
Cephalops melanopodis är en tvåvingeart som först beskrevs av Hardy 1953.  Cephalops melanopodis ingår i släktet Cephalops och familjen ögonflugor.
Artens utbredningsområde är Hawaii. Inga underarter finns listade i Catalogue of Life.